# Museu Nacional de Arte Letã

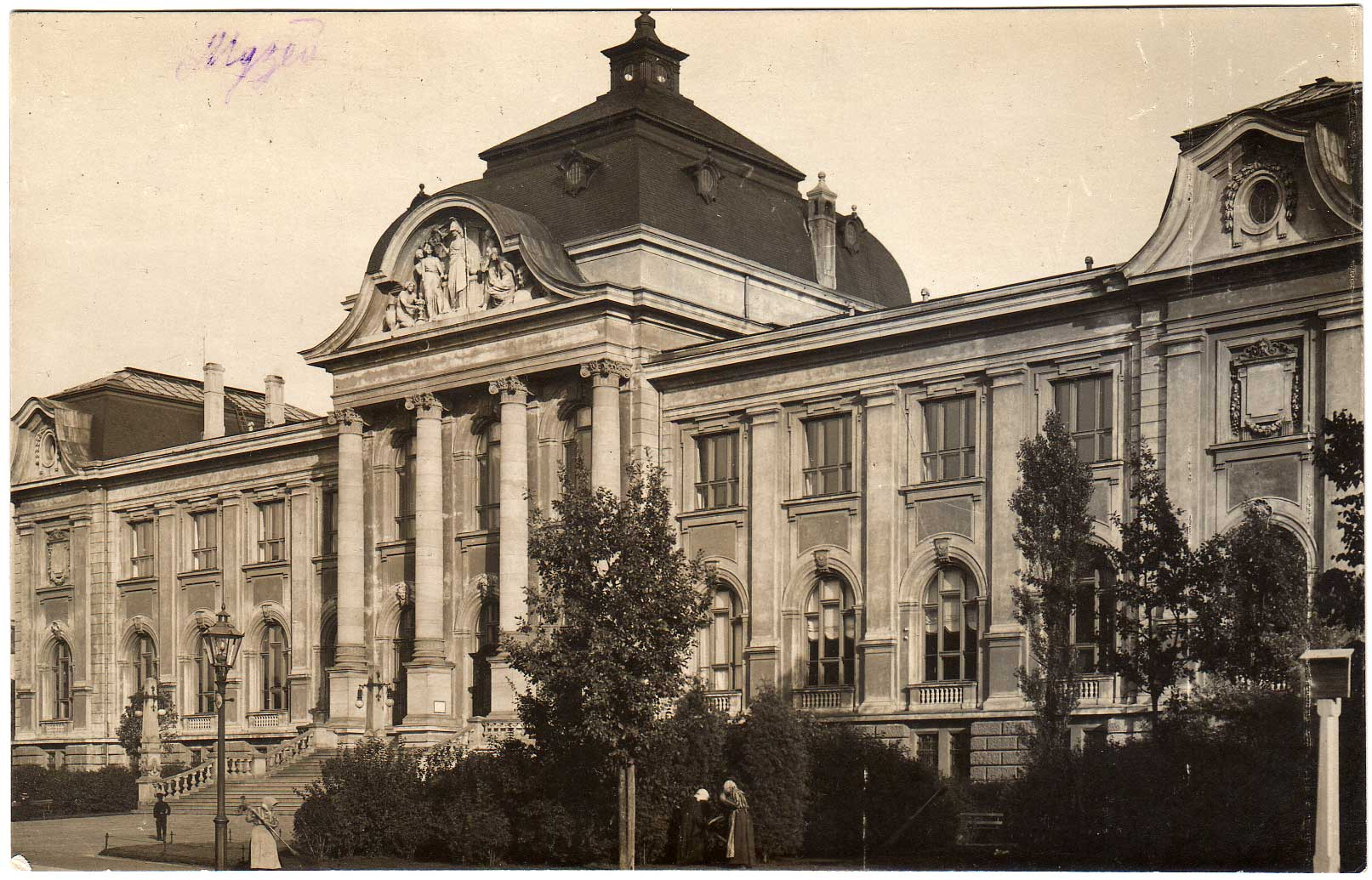
Foto do museu.

O Museu Nacional de Arte Letã possui a mais rica coleção de arte nacional da Letônia, assim como obras de arte de artistas estrangeiros, que estão relacionados com o país de alguma forma.
O museu possui dois edifícios - o edifício central e a sala de exposições "arsenais", localizados na Torna iela (Rua da Torre), nº 1.
O edifício principal do museu está localizado na Krišjāņa Valdemāra iela. Os prédios foram projetados por William Neumann.
Hoje, o museu atrai cerca de 100 000 visitantes por ano e é um dos principais pontos turísticos da Letônia.

## História
Até 1968, as obras de arte do museu podiam ser apreciadas na exposição do Museu do Khimzel, nas instalações do Teatro Anatômico e no Gabinete de Arte da cidade - localizado acima da ala oriental do antigo Mosteiro da Dome.
Em 1869, por causa dos esforços da comissão liderada por um membro da Câmara Municipal de Riga, August Henry Hollander, a abertura da Galeria de Arte da Cidade de Riga foi realizada onde aconteceria a construção do verdadeiro estádio da cidade.
Em 1872, a Galeria de Imagens se fundiu com a Sociedade Alemã de Riga para o Encorajamento das Artes. Uma exposição geral foi criada na construção do Politécnico de Riga. Em 1879, ambas as coleções foram realocadas para a mansão do membro da Câmara Municipal de Riga, Ludwig Wilhelm Kerkovius.
Para um trabalho completo do museu, havia uma grande necessidade de instalações próprias e, de acordo com a decisão do conselho da cidade, um edifício neo-barroco do Museu de Arte da Cidade (1903-1905) foi erguido na área da Esplanade. Seu arquiteto, conhecido e autoritário em círculos científicos, historiador e historiador de arte Wilhelm Neumann, tornou-se o primeiro diretor do museu.
Desde 2010, o Museu de Arte Estrangeira e o Museu de Design e Artes Decorativas se juntaram ao museu e fazem parte do mesmo prédio.

### Reconstrução do museu
O monumento da arquitetura seguiu sem revisão estrutural por mais de 100 anos. Em 25 de maio de 2010, o Departamento de Propriedade da Câmara Municipal de Riga anunciou um concurso internacional para o desenvolvimento de um projeto de reconstrução do prédio e uma extensão do edifício, para o qual foram enviadas 28 obras. Em 30 de setembro de 2010, o júri votou unanimemente pelo layout sob o lema "VV 903", apresentado pelo escritório de arquitetura "Processoffice" (Lituânia). Em 24 de janeiro de 2011, foi assinado um acordo sobre o desenvolvimento de um projeto de construção para a reconstrução e restauração do edifício e construção de uma extensão para o mesmo. Em 23 de maio de 2012, o projeto foi aprovado no Riga City Building. O acordo no início do trabalho foi assinado em 22 de janeiro de 2013, o prédio foi posto em operação e aberto ao público em 1º de dezembro de 2015.
Os fundos para a reconstrução, restauração e expansão do edifício foram atribuídos pela Câmara Municipal de Riga (16,75 milhões de euros), que atraiu financiamento da União Europeia (13,05 milhões) do fundo ERAF. O Estado, representado pelo Ministério da Cultura, destinou 346 mil euros para o projeto.
Na cerimônia de recepção, o diretor do museu Mara Lace lembrou que, em 1929, o diretor do museu da época, o pintor Wilhelm Purvitis, escreveu à Câmara Municipal de Riga que o museu deveria passar por um processo de expansão. Então ele se aplicou novamente, e em 1938 a Duma se recusou, porque era um projeto muito complicado.
Finalmente, a área do museu mais do que duplicou. Durante a reconstrução, o museu recebeu um novo espaço - um piso subterrâneo com um telhado de vidro ao nível dos caminhos pedestres do Esplanade Park. No edifício histórico, salas de exposições adicionais com uma área de 585 m² foram criadas no sótão e sob a cúpula.
Além do mais, as paredes e a laje do porão na janela da baía foram concretizadas, um novo teto do terceiro andar foi construído pela Academia de Arte, foram restauradas 144 janelas dos 1º e 2º andares. O teto do lobby, paredes e portais das portas foram limpos, tiveram suas camadas de tinta raspadas e foram restaurados. As tiras de concreto armado foram apoiadas por novas vigas de metal do novo telhado do lado da Elizabetes Street.
Em 04 de maio de 2016, no Dia da Restauração da Independência da República da Letônia, o museu abriu oficialmente, na presença do primeiro-ministro da Letónia Maris Kuchinskis, o ministro da Cultura Dace Melbarde, Presidente do Riga Conselho Municipal de Nil Ushakov, artista Dzhemmy Skulme e outros convidados de honra. Neste dia, o museu foi visitado gratuitamente por 19 mil pessoas, e durante os primeiros 4 dias de trabalho - 25 mil.
Em 3 de novembro de 2016, o Departamento de Propriedade da Câmara Municipal de Riga recebeu confirmação dos organizadores do prêmio Europa Nostra 2017 de que a construção do Museu de Arte Nacional da Letônia foi nomeada para este prêmio na categoria "Preservação".

## Coleção do museu
O museu conta com mais de 52 mil obras de arte, divididas em dois extensos grupos: uma coleção de arte letã e uma coleção de arte estrangeira. Ao mesmo tempo, a coleção de arte letã é a maior do mundo e reflete a história do desenvolvimento da pintura, gráficos e escultura na Letônia desde meados do século XVIII até o presente. As obras de autores estrangeiros estão na coleção do Museu de Arte Estrangeira, anexado posteriormente.
O agrupamento e disposição das obras está organizado de tal forma que não se pode apenas rastrear o desenvolvimento da arte na Letônia como um todo, mas também o caminho criativo dos autores individualmente. As obras dos clássicos - Julia Fedders, Janis Rozentals, Wilhelm Purvitis, Janis Valter - são um orgulho especial do museu.
Mesmo antes da abertura oficial do museu, vários pintores russos bem conhecidos (I. Aivazovsky, A. Bogolyubov) doaram suas obras para a cidade de Riga. Desde então, a coleção da pintura russa foi continuamente reabastecida. Actualmente, a colecção de pintura da escola russa é representada pelas obras de artistas como K. Bryullov, V. Tropinin, A. Kiprensky, Ivan Shishkin, A. Savrasov, Levitan. O museu abriga as obras dos artistas Peredvizhniki - Vasily Surikov, Ilya Repin, Vasily Perov, Vladimir Makovsky.
O início do século XX foi refletido nas obras de artistas pertencentes à essas associações criativas, como "World of Art", "Blue Rose", "Jack of Diamonds" - Aleksandra Benua, Boris Kustodiev, Ili Mashkova e outros. Particularmente destacável é a coleção de obras de Nikolai e Svyatoslav Roerich.
As obras dos artistas russos não estão representadas na exposição permanente, mas são exibidas regularmente nas exposições temáticas realizadas no museu.

## Exposições
A abertura da exposição, renovada após a reconstrução do edifício do museu, se deparou com respostas contraditórias, já que na exposição permanente apenas a arte da Letônia e os artistas letões estão representados, e as obras dos mestres russos não se tornaram acessíveis aos visitantes. O museu confirmou que em 2010, após a fusão de vários museus de arte, suas coleções foram revisadas e simplificadas, e agora as pinturas estão distribuídas em seus lugares. Iveta Derkusova, vice-diretora do museu da reunião, explicou que a coleção de artistas russos será exibida na Bolsa de Valores de Riga.
Dos artistas russos na exposição estão aqueles cuja vida e trabalho estão ligados à Letônia - em particular, Alexander Beltsov e Voldemars Matveis, conhecidos na Rússia como Vladimir Markov.

### A arte do Báltico - metade do século XVIII até o final do século XIX
A exposição apresenta a imagem multinacional do desenvolvimento da arte profissional do território báltico na segunda metade do século XVIII até finais do século XIX, ilustrando as principais tendências estilísticas da pintura deste período - classicismo, romantismo, Biedermeier e realismo acadêmico. Aqui são apresentados os trabalhos de artistas nascidos na área geográfica do Báltico (IG Baumanis, JL Egink, A. Heibel, etc.) e os pintores cuja vida e trabalho estão ligados à esta localidade.

### A arte da Letônia - final do século XIX até a metade do século XX
A exposição da arte letã do final do século XIX até o século XX dá uma ideia da história de formação e desenvolvimento da escola de arte nacional deste país, apresentando as tendências estilísticas mais importantes de um certo período e o trabalho dos artistas letões mais destacados.

### A arte da Letônia - 1945-1985 (Realismo socialista)
A exposição dá uma ideia das várias fases e ramificações da arte letã deste período. As obras permitem traçar a transição do realismo canônico socialista através do chamado "estilo severo" para a arte da era pós-stalinista, que trazia as características de uma individualidade brilhante e um imenso interesse pela arte do modernismo de antes da guerra. Na década de 70, também surgiu uma reação ao socialismo, o que levou ao surgimento de experimentos no campo do fotorealismo e na arte do pós-modernismo precoce.

### A arte da Letônia - 1985-2000
A arte deste período é representada por obras de neoexpressionistas, trabalhos abstratos e conceituais, bem como experiências com objetos, montagens e instalações de artistas não conformistas dos anos 90.